# Txiki Begiristain
Aitor Begiristain Mújica, detto Txiki (Olaberria, 12 agosto 1964) è un ex calciatore e dirigente sportivo spagnolo, di ruolo centrocampista.

## Carriera

### Giocatore
Giocatore del Barcellona allenato da Johann Cruyff, con la nazionale spagnola, di cui vestì la maglia in 22 partite realizzando 6 reti, partecipò al campionato d'Europa 1988 e al campionato del mondo 1994.

### Direttore sportivo
Dal 2003 al 29 giugno 2010 è stato direttore sportivo del Barcellona, lasciando poi la squadra insieme a Joan Laporta. Il 28 ottobre 2012 è passato al Manchester City, unitamente a Ferran Soriano, sempre nella stessa veste.
Il 12 ottobre 2024 viene annunciato il suo addio ai Citizens al termine della stagione.

## Statistiche
Statistiche aggiornate al termine della carriera.

### Presenze e reti nei club
| Stagione                   | Squadra                    | Campionato                 | Campionato | Campionato | Coppe nazionali | Coppe nazionali | Coppe nazionali | Coppe continentali | Coppe continentali | Coppe continentali | Altre coppe | Altre coppe | Altre coppe | Totale | Totale |
| Stagione                   | Squadra                    | Comp                       | Pres       | Reti       | Comp            | Pres            | Reti            | Comp               | Pres               | Reti               | Comp        | Pres        | Reti        | Pres   | Reti   |
| -------------------------- | -------------------------- | -------------------------- | ---------- | ---------- | --------------- | --------------- | --------------- | ------------------ | ------------------ | ------------------ | ----------- | ----------- | ----------- | ------ | ------ |
| 1982-1983                  | San Sebastián              | SDB                        | 9          | 2          | -               | -               | -               | -                  | -                  | -                  | -           | -           | -           | 9      | 2      |
| 1982-1983                  | Real Sociedad              | PD                         | 16         | 0          | CR+CdL          | 2+3             | 0               | CC                 | 0                  | 0                  | SS          | 1           | 0           | 21     | 0      |
| 1983-1984                  | Real Sociedad              | PD                         | 33         | 3          | CR+CdL          | 8+4             | 0+1             | -                  | -                  | -                  | -           | -           | -           | 45     | 4      |
| 1984-1985                  | Real Sociedad              | PD                         | 31         | 5          | CR+CdL          | 9+2             | 1+0             | -                  | -                  | -                  | -           | -           | -           | 42     | 6      |
| 1985-1986                  | Real Sociedad              | PD                         | 29         | 1          | CR+CdL          | 3+6             | 0+1             | -                  | -                  | -                  | -           | -           | -           | 38     | 2      |
| 1986-1987                  | Real Sociedad              | PD                         | 42         | 9          | CR              | 10              | 4               | -                  | -                  | -                  | -           | -           | -           | 52     | 13     |
| 1987-1988                  | Real Sociedad              | PD                         | 36         | 5          | CR              | 9               | 4               | CdC                | 4                  | 1                  | -           | -           | -           | 49     | 10     |
| Totale Real Sociedad       | Totale Real Sociedad       | Totale Real Sociedad       | 187        | 23         |                 | 56              | 11              |                    | 4                  | 1                  |             | 1           | 0           | 248    | 35     |
| 1988-1989                  | Barcellona                 | PD                         | 38         | 12         | CR              | 3               | 0               | CdC                | 9                  | 2                  | SS          | 2           | 0           | 52     | 14     |
| 1989-1990                  | Barcellona                 | PD                         | 37         | 10         | CR              | 7               | 0               | CdC                | 4                  | 1                  | SU          | 2           | 0           | 50     | 11     |
| 1990-1991                  | Barcellona                 | PD                         | 33         | 6          | CR              | 6               | 0               | CdC                | 8                  | 2                  | SS          | 1           | 0           | 48     | 8      |
| 1991-1992                  | Barcellona                 | PD                         | 34         | 7          | CR              | 2               | 0               | CC                 | 8                  | 2                  | SS          | 2           | 0           | 46     | 9      |
| 1992-1993                  | Barcellona                 | PD                         | 37         | 15         | CR              | 5               | 2               | CC                 | 4                  | 2                  | SS+CInt+SU  | 2+1+2       | 3+0+0       | 51     | 22     |
| 1993-1994                  | Barcellona                 | PD                         | 20         | 7          | CR              | 3               | 0               | CC                 | 10                 | 2                  | SS          | 1           | 0           | 34     | 9      |
| 1994-1995                  | Barcellona                 | PD                         | 24         | 6          | CR              | 1               | 0               | CC                 | 6                  | 0                  | SS          | 1           | 2           | 32     | 8      |
| Totale Barcellona          | Totale Barcellona          | Totale Barcellona          | 223        | 63         |                 | 27              | 2               |                    | 49                 | 11                 |             | 14          | 5           | 313    | 81     |
| 1995-1996                  | Deportivo La Coruña        | PD                         | 33         | 2          | CR              | 2               | 0               | CdC                | 7                  | 1                  | SS          | 2           | 1           | 44     | 4      |
| 1996-1997                  | Deportivo La Coruña        | PD                         | 10         | 2          | CR              | 3               | 0               | -                  | -                  | -                  | -           | -           | -           | 13     | 2      |
| Totale Deportivo La Coruña | Totale Deportivo La Coruña | Totale Deportivo La Coruña | 43         | 4          |                 | 5               | 0               |                    | 7                  | 1                  |             | 2           | 1           | 57     | 6      |
| lug.-dic. 1997             | Urawa Reds                 | JL                         | 15         | 4          | CG+CdL          | 2+2             | 0               | -                  | -                  | -                  | -           | -           | -           | 19     | 4      |
| 1998                       | Urawa Reds                 | JL                         | 30         | 9          | CG+CdL          | 3+4             | 0+2             | -                  | -                  | -                  | -           | -           | -           | 37     | 11     |
| 1999                       | Urawa Reds                 | J1                         | 16         | 3          | CG+CdL          | 0+4             | 0+1             | -                  | -                  | -                  | -           | -           | -           | 20     | 4      |
| Totale Deportivo La Coruña | Totale Deportivo La Coruña | Totale Deportivo La Coruña | 61         | 16         |                 | 15              | 3               |                    | -                  | -                  |             | -           | -           | 76     | 19     |
| Totale Carriera            | Totale Carriera            | Totale Carriera            | 523        | 108        |                 | 103             | 18              |                    | 60                 | 13                 |             | 17          | 6           | 703    | 145    |

### Cronologia presenze e reti in nazionale
| Cronologia completa delle presenze e delle reti in nazionale ― Spagna | Cronologia completa delle presenze e delle reti in nazionale ― Spagna | Cronologia completa delle presenze e delle reti in nazionale ― Spagna | Cronologia completa delle presenze e delle reti in nazionale ― Spagna | Cronologia completa delle presenze e delle reti in nazionale ― Spagna | Cronologia completa delle presenze e delle reti in nazionale ― Spagna | Cronologia completa delle presenze e delle reti in nazionale ― Spagna | Cronologia completa delle presenze e delle reti in nazionale ― Spagna |
| Data                                                                  | Città                                                                 | In casa                                                               | Risultato                                                             | Ospiti                                                                | Competizione                                                          | Reti                                                                  | Note                                                                  |
| --------------------------------------------------------------------- | --------------------------------------------------------------------- | --------------------------------------------------------------------- | --------------------------------------------------------------------- | --------------------------------------------------------------------- | --------------------------------------------------------------------- | --------------------------------------------------------------------- | --------------------------------------------------------------------- |
| 24-2-1988                                                             | Malaga                                                                | Spagna                                                                | 1 – 2                                                                 | Cecoslovacchia                                                        | Amichevole                                                            | -                                                                     |                                                                       |
| 5-6-1988                                                              | Basilea                                                               | Svizzera                                                              | 1 – 1                                                                 | Spagna                                                                | Amichevole                                                            | -                                                                     | 89’                                                                   |
| 14-6-1988                                                             | Francoforte                                                           | Italia                                                                | 1 – 0                                                                 | Spagna                                                                | Euro 1988 - 1º turno                                                  | -                                                                     | 73’                                                                   |
| 14-9-1988                                                             | Oviedo                                                                | Spagna                                                                | 1 – 2                                                                 | Jugoslavia                                                            | Amichevole                                                            | -                                                                     |                                                                       |
| 12-10-1988                                                            | Siviglia                                                              | Spagna                                                                | 1 – 1                                                                 | Argentina                                                             | Amichevole                                                            | -                                                                     | 80’                                                                   |
| 21-12-1988                                                            | Siviglia                                                              | Spagna                                                                | 4 – 0                                                                 | Irlanda del Nord                                                      | Qual. Mondiali 1990                                                   | -                                                                     | 65’                                                                   |
| 22-1-1989                                                             | Ta' Qali                                                              | Malta                                                                 | 0 – 2                                                                 | Spagna                                                                | Qual. Mondiali 1990                                                   | 1                                                                     | 66’                                                                   |
| 23-3-1989                                                             | Siviglia                                                              | Spagna                                                                | 4 – 0                                                                 | Malta                                                                 | Qual. Mondiali 1990                                                   | -                                                                     | 68’                                                                   |
| 10-10-1990                                                            | Siviglia                                                              | Spagna                                                                | 2 – 1                                                                 | Islanda                                                               | Qual. Euro 1992                                                       | -                                                                     | 62’                                                                   |
| 27-3-1991                                                             | Santander                                                             | Spagna                                                                | 2 – 4                                                                 | Ungheria                                                              | Amichevole                                                            | -                                                                     | 46’                                                                   |
| 11-3-1992                                                             | Valladolid                                                            | Spagna                                                                | 2 – 0                                                                 | Stati Uniti                                                           | Amichevole                                                            | 1                                                                     |                                                                       |
| 18-11-1992                                                            | Siviglia                                                              | Spagna                                                                | 0 – 0                                                                 | Irlanda                                                               | Qual. Mondiali 1994                                                   | -                                                                     | 61’                                                                   |
| 16-12-1992                                                            | Siviglia                                                              | Spagna                                                                | 5 – 0                                                                 | Lettonia                                                              | Qual. Mondiali 1994                                                   | 2                                                                     |                                                                       |
| 24-2-1993                                                             | Siviglia                                                              | Spagna                                                                | 5 – 0                                                                 | Lituania                                                              | Qual. Mondiali 1994                                                   | 1                                                                     |                                                                       |
| 31-3-1993                                                             | Copenaghen                                                            | Danimarca                                                             | 1 – 0                                                                 | Spagna                                                                | Qual. Mondiali 1994                                                   | -                                                                     | cap.                                                                  |
| 28-4-1993                                                             | Siviglia                                                              | Spagna                                                                | 3 – 1                                                                 | Irlanda del Nord                                                      | Qual. Mondiali 1994                                                   | -                                                                     | cap. 77’                                                              |
| 2-6-1993                                                              | Vilnius                                                               | Lituania                                                              | 0 – 2                                                                 | Spagna                                                                | Qual. Mondiali 1994                                                   | -                                                                     | 66’                                                                   |
| 9-2-1994                                                              | Santa Cruz de Tenerife                                                | Spagna                                                                | 1 – 1                                                                 | Polonia                                                               | Amichevole                                                            | -                                                                     | 46’                                                                   |
| 23-3-1994                                                             | Valencia                                                              | Spagna                                                                | 0 – 2                                                                 | Croazia                                                               | Amichevole                                                            | -                                                                     | 46’                                                                   |
| 2-6-1994                                                              | Tampere                                                               | Finlandia                                                             | 1 – 2                                                                 | Spagna                                                                | Amichevole                                                            | -                                                                     | 57’                                                                   |
| 10-6-1994                                                             | Montréal                                                              | Canada                                                                | 0 – 2                                                                 | Spagna                                                                | Amichevole                                                            | -                                                                     | 57’                                                                   |
| 2-7-1994                                                              | Washington                                                            | Spagna                                                                | 3 – 0                                                                 | Svizzera                                                              | Mondiali 1994 - Ottavi di finale                                      | 1                                                                     | 58’                                                                   |
| Totale                                                                |                                                                       | Presenze                                                              | 22                                                                    |                                                                       | Reti                                                                  | 6                                                                     |                                                                       |

## Palmarès

### Giocatore

#### Club

##### Competizioni nazionali
- Campionato spagnolo: 4

Barcellona: 1990-1991, 1991-1992, 1992-1993, 1993-1994
- Coppa di Spagna: 2

Real Sociedad: 1986-1987
Barcellona: 1989-1990
- Supercoppa di Spagna: 5

Real Sociedad: 1982
Barcellona: 1991, 1992, 1994
Deportivo: 1995

##### Competizioni internazionali
- Coppa delle Coppe: 1

Barcellona: 1988-1989
- Coppa dei Campioni: 1

Barcellona: 1991-1992
- Supercoppa UEFA: 1

Barcellona: 1992